# Adrien Durand (capitaine)
Pour les articles homonymes, voir Adrien Durand et Durand.
Adrien Armand Durand est un capitaine ingénieur-géographe né le 8 octobre 1787 à Sévérac-le-Château et mort le 7 janvier 1835 à la Maison royale de Charenton.

## Biographie
Le capitaine Adrien Durand est issu d'une ancienne famille de la noblesse aveyronnaise. Il est le fils de Georges-Guillaume de Durand (1759 -1833) avocat au parlement de Toulouse et de Julie Vaquier de Mijoule (1766 - 1848).
Il est né le 8 octobre 1787 à Séverac-le-Château et intègre l’École polytechnique en 1808 avant d’être affecté au Corps impérial des ingénieurs-géographes deux ans plus tard. Promu lieutenant  le 31 mars 1812, il participe aux campagnes de 1814-1815 en tant que capitaine.
À partir de 1818, il se consacre exclusivement aux opérations de géodésie pour la nouvelle carte de France au 1/50000. Ses travaux débutent en région parisienne avant qu’il ne soit, dès 1823, affecté aux triangulations entre Rodez et les Alpes. En 1825, il achève cette mission en reliant la Corse.
En 1827, toujours capitaine, il se voit confier le quadrilatère Marseille, Aix, Castellane, Nice. Son expertise technique est reconnue, bien que son franc-parler soit moins apprécié. En 1828, il obtient l’autorisation de trianguler les Alpes françaises, une mission qui l’occupera jusqu’en 1831. 
Le 30 juillet 1828, il devient le premier homme à atteindre le sommet du mont Pelvoux, alors tenu pour le point culminant de la France (3 946 m). Il y séjourne à nouveau du 6 au 10 août 1830, affrontant des conditions extrêmes de froid et de neige. Sa santé se fragilise et, en octobre 1833, il est réformé. Il meurt, toujours capitaine, le 7 janvier 1835 à la Maison royale de Charenton.
Il est l'oncle au troisième degrés de Abel François Charles de Durand, député d'Eure-et-Loir. 

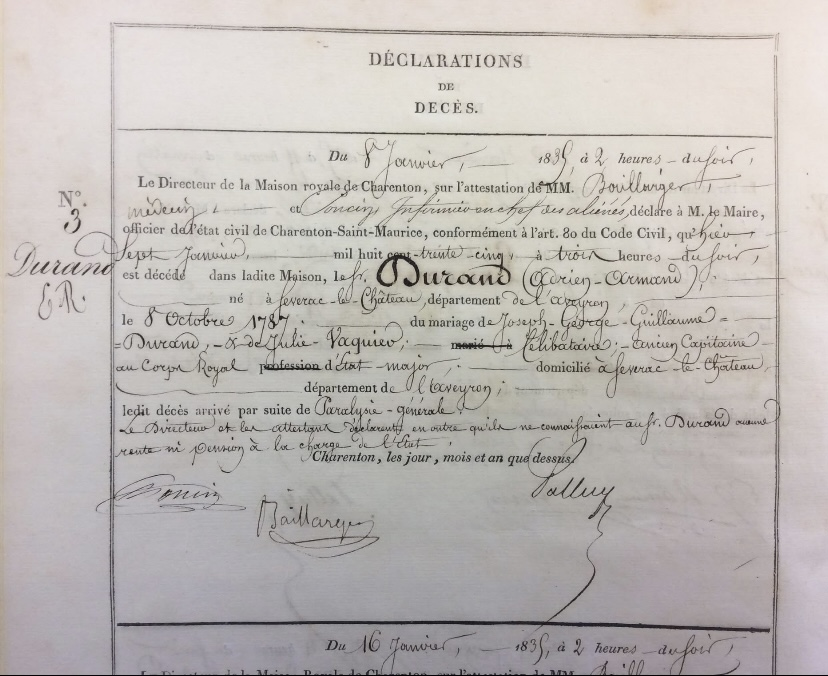
Certificat de décès du Capitaine Adrien Armand de Durand

## Hommage
Le Club alpin lui rend hommage en érigeant une stèle à Ailefroide, au pied du Pelvoux. Une pointe rocheuse du massif, mais non son sommet, porte le nom de « Pointe Durand ». En juillet 1989, un détachement du Groupe géographique, accompagné de son chef de corps et de son étendard, gravit le mont Pelvoux en mémoire de ce capitaine injustement méconnu. En 1990, le nouveau bâtiment technique du Groupe géographique à Joigny est baptisé en son honneur, accompagné de la publication d’une plaquette illustrée. Parmi les géographes militaires, seuls le général Perrier et le capitaine Durand ont eu l’honneur d’un monument érigé en leur mémoire.

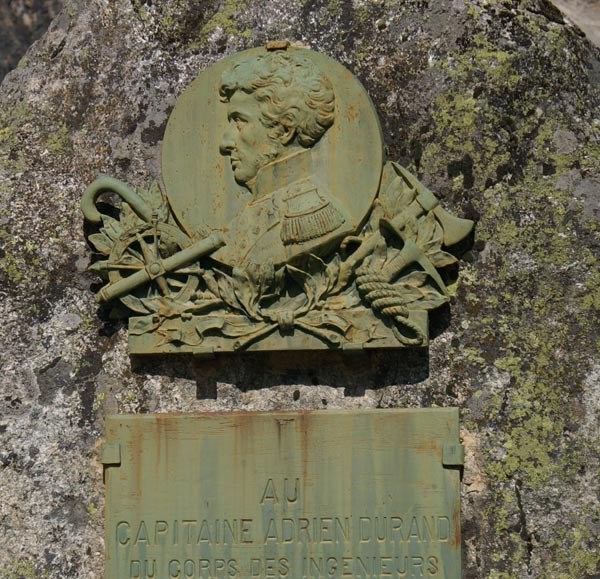
Plaque d'hommage au Capitaine de Durand